# ألفارو رودريغيز (لاعب كرة قدم)
ألفارو دانيال رودريغيز مونيوز (بالإسبانية: Álvaro Daniel Rodríguez Muñoz) (مواليد 14 يوليو 2004) هو لاعب كرة قدم محترف يلعب كمهاجم مع نادي إلتشي. ولد اللاعب في إسبانيا ويمثل الأوروغواي على المستوى الدولي للشباب.

## الإنجازات
ريال مدريد
- دوري أبطال أوروبا: 2023–24[4]
- الدوري الإسباني: 2023–24[5]
- كأس الملك: 2022–23[6]